# Rhizedra bathyerga
Rhizedra bathyerga là một loài bướm đêm trong họ Noctuidae.